# 丁蟹效應

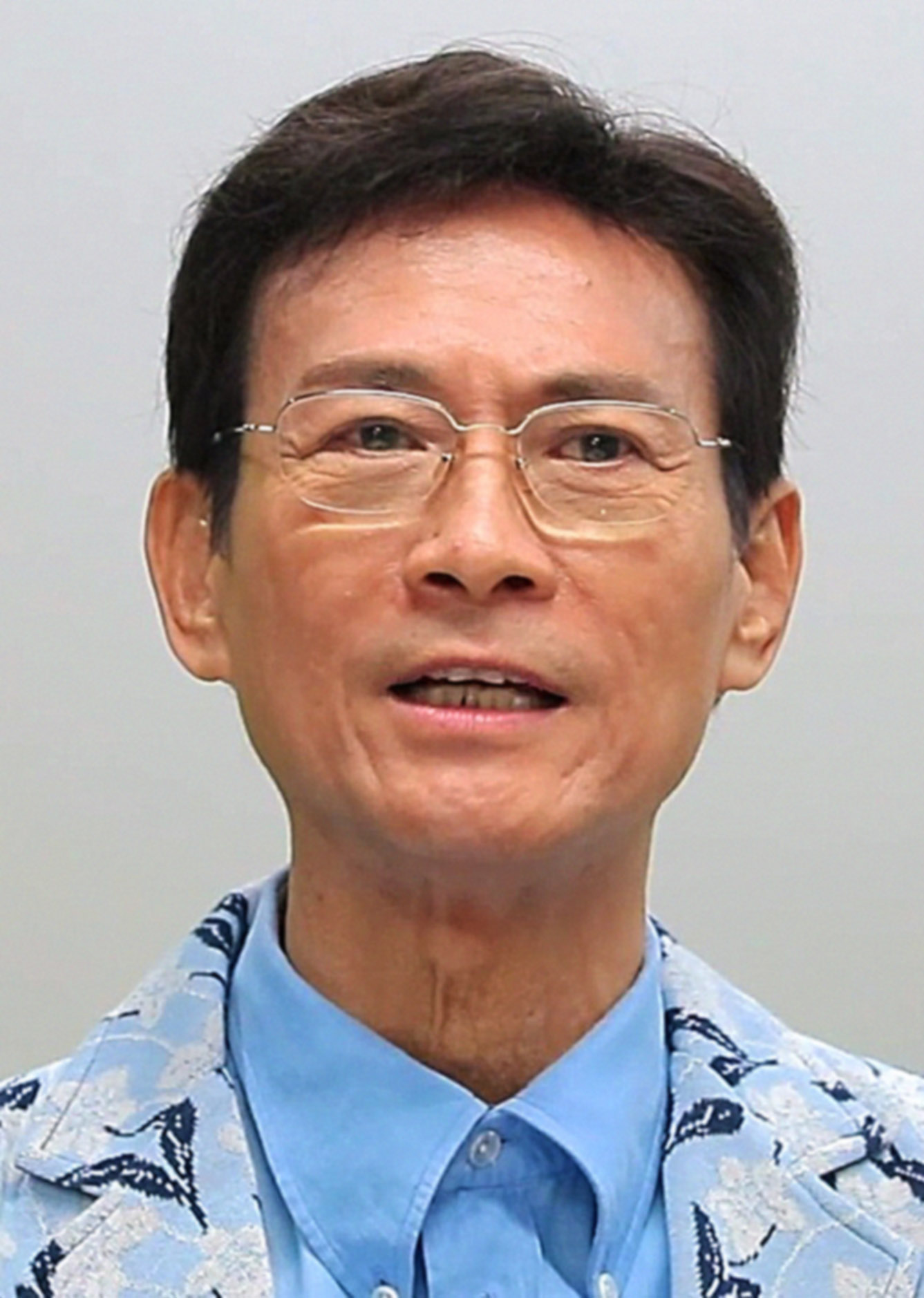
在1992年香港無綫電視劇集《大時代》中飾演丁蟹一角的藝人鄭少秋

丁蟹效應（英語：Ting Hai Effect、Adam's Effect，另名秋官效應）是一個香港股市上的都市傳說。
自香港演員鄭少秋（綽號「秋官」）在1992年香港無綫電視劇集《大時代》中飾演股市狂人大反派角色丁蟹開始，往後幾乎播出由其主演的電視節目，香港恒生指數都有不同程度的下跌；根據統計，有多次股市更是大幅度的急瀉。此現象自出現起便在香港財經界引起廣泛討論，多年以來有不少媒體對此現象作報導。

## 歷史
經收集數據及分析，「丁蟹效應」的歷史最早可以追溯至1973年。
1973年鄭少秋主演的無綫電視電視劇集《煙雨濛濛》播放，播映時適逢1973年香港股災；股災過後，股市累積跌幅達到91.54%。
1987年鄭少秋主演的無綫電視電視劇集《杜心五》播放，該劇播畢後兩個月，10月19日本港恆生指數全日下跌了420點，港交所更罕有地宣佈10月20日至10月23日停市四天，這時期稱為「1987年香港股災」。10月26日復市後更下跌了1120.7點，跌幅高達33.33%，股災更蔓延至全球。股災過後，當時本港恆生指數由10月1日的高位至12月7日的低位，共下跌52.5%。（參見1987年環球股災）
1992年10月，鄭少秋主演的無綫電視電視劇集《大時代》播放，故事講述由鄭少秋飾演的丁蟹經常在股市的熊市中拋空恆生指數期貨而獲取暴利；恰巧當時香港股市暴跌，恆生指數一個月內暴跌20%，不少股民投資失利。而在接下來二十多年，幾乎每當鄭少秋主演的電視劇集播放時，香港股市也會有顯著下跌，於是開始有了「丁蟹效應」一詞，鄭少秋的主演的電視劇從此成為投資者的另類股市話題。有股民更認為，凡有鄭少秋的新節目播出，甚至有鄭少秋的舊節目重播，皆是股災先兆。當鄭少秋被問到「丁蟹效應」時，他稱多年來都感到莫名其妙，雖然大家拿出數據，但他仍是半信半疑。
唯一例外的是在2015年鄭少秋主持的《Sunday靚聲王》，由2月份首播至6月中旬恆指並沒有明顯的大跌幅，直至6月29日恆指受到希臘國債危機影響大跌696點收市為止。
2018年10月30日，著名武俠作家查良鏞（金庸）病逝。翌日，曾演出多部金庸小說改編的電視劇的鄭少秋接受東張西望訪問感受。兩日後，適逢中美貿易戰出現降溫跡象，恆生指數大升1070點收市。
而此種情況不僅是股災，間中更會伴隨著天災發生，如1999年台灣九二一大地震時，當時台灣各電視頻道在地震發生時均未能正常廣播，或中斷原有節目，但只有台視頻道在重播《香帥傳奇》能正常播出，在播放劇集時伴以跑馬燈形式報告全台各地災情。

## 分析

### 研究報告
2004年3月，跨國證券經紀里昂證券對此都市傳說發表研究報告，使此現象開始為一些國際投資者所知。

### 外圍因素
每當鄭少秋主演的電視劇集播放之際遇上香港外圍投資環境因素轉壞，例如1994年底美國大幅加息、1997年底碰着亞洲金融風暴、2000年底碰着互聯網泡沫、科網股泡沫經濟爆破、2007年中碰着美國次級房屋信貸危機、2012年法國總統選舉和希臘國會選舉、2015年碰着中國股災及2019年碰着中美貿易戰及美國總統特朗普在2019年5月5日宣布對另外價值約2000億美元，合共2500億美元的中國輸美商品徵收25%的關稅等，香港在當年節目播出後的6月起亦受反修例運動及中美關係及8月5日的大三罷影響，香港恆生指數由4月15日的30280點一直跌至8月15日的24900點，當中8月上半月更曾跌超過10% ；加上這些劇集多在5月至6月或9月至10月這段股市利淡的時期播出，都使丁蟹效應看來像真有其事。

### 心理因素
從心理學觀點，丁蟹效應是一連串的巧合（coincidence）從而導致股民營造出來的自我應驗預言(或稱自證預言心理)。每當鄭少秋主演的電視劇集播放時，不少股民深怕丁蟹效應會導致自己手頭上的股票蝕本，便對股票進行恐懼性拋售，引致股市暴跌。投機者亦可能以丁蟹效應為藉口推跌大市。暫時時並無客觀科學證據來嘗試否定它，或顯示股民會受丁蟹效應而影響投資策略。

### 歷次「丁蟹效應」統計
| 日期                           | 節目名稱                               | 節目類型           | 播放性質             | 受影響地區 及股市                                          | 詳情 |
| 1973年                         | 煙雨濛濛                               | TVB劇集            | 首播                 | 香港恒生指數                                               | 節目播出時適逢1973年香港股災，累積比例跌幅多達91.54%。 |
| 1987年                         | 杜心五                                 | TVB劇集            | 首播                 | 全球股市                                                   | 節目播畢後兩個月（10月中旬）發生了八七股災，本港恆生指數於10月19日全日下跌了420點，晚上美國杜瓊斯指數大幅下跌508點。10月20日清晨，聯交所主席李福兆諮詢了財政司、金融司及證監專員後，宣佈10月20日至23日股市及期市停市四天，以便清理大量未完成交收。10月26日星期一復市當日，恆生指數全日下跌了1120.7點，跌幅高達33.33%，創當時有史以來全球最大單日跌幅；十月股災後，恆生指數輾轉下跌至12月7日的1876.18點，由10月1日3949.73點計，共下跌52.5%。全球股市於整個十月都下跌了最少20%以上。 |
| 1992年10月至11月               | 大時代                                 | TVB劇集            | 首播                 | 香港恒生指數                                               | 節目播出後一個月內跌幅曾多達1,283點（20.6℅）。恒生指數因中英政治爭拗由11月12日的6470點跌至12月3日的4947點，跌幅達23.53%，跌穿牛熊線而且至1993年2月50天線跌穿250天線，出現多個熊市信號，唯之恆指已見底所以最後熊市沒有出現，是其中一次由高位跌超過20%而熊市沒有來臨，之後13個月更上升超過1.5倍至1994年1月4日的12599點。 |
| 1994年11月至1995年1月          | 笑看風雲                               | TVB劇集            | 首播                 | 香港恒生指數                                               | 受美國大幅加息四分三厘影響，當時正處於熊市第三期的恆生指數加速下跌，節目播出後16個交易日跌幅曾多達1976點（20.5℅）。恆生指數要到節目大結局後的1995年1月23日跌至6890點才見底及完成因美國過去一年多次加息所引發的熊市，由1994年1月4日的高位12599點跌至1995年1月23日的6890點，跌幅達45.31%。 |
| 1995年5月                      | 香帥傳奇                               | 台視劇集           | -                    | 香港恒生指數                                               | 兩劇同時播出後的短短五天內跌幅曾多達505點（5.3℅）。 |
| 1995年6月                      | 男人四十一頭家                         | TVB劇集            | 首播                 | 香港恒生指數                                               | 兩劇同時播出後的短短五天內跌幅曾多達505點（5.3℅）。 |
| 1996年2月                      | 天地男兒                               | TVB劇集            | 首播                 | 香港恒生指數                                               | 節目播出後由春節前2月16日高位不足一個內至3月11日跌幅曾多達1254點（10.9℅）。之後的半年恆指只在區間上落，要到1996年10月恆生指數才能升穿年初高位及突破1994年1月創下的高點12599點。 |
| 1996年9月                      | 新上海灘                               | TVB劇集            | 首播                 | 香港恒生指數                                               | 曾於兩個交易日內最多下跌221點（2.0℅）。 |
| 1997年12月至1998年2月          | 江湖奇俠傳及笑看風雲                   | 電視劇             | 首播及重播           | 香港恒生指數                                               | 節目播出後一個多月內跌幅曾多達2842點（26.4℅）。1998年首7個交易日更大跌26.24%，1月12日低見7909點，完成亞洲金融風暴影響的熊市第一期。其後兩個半月出現熊市第二期，雖曾反彈50%至3月26日的11926點，之後出現熊市第三期，因美股及亞洲貨幣包括日圓大跌，恆生指數在1998年8月13日低見6544點的1993年4月低位，較1997年8月7日高位16820點比更大跌超過10000點或61.09%，翌日政府入市恆生指數才見底回升及完成熊市。 |
| 1998年                         | 兒歌金曲頒獎典禮1998                   | TVB兒童節目        | 首播                 | 香港恒生指數                                               | TVB於1998年8月30日播出節目，翌日股市迅速下降213點。 |
| 1999年7月                      | 神劍萬里追                             | 電視劇             | -                    | 香港恒生指數                                               | 節目播出翌日輕微突破14532點後即反覆向下，其後一個多月內跌幅曾多達2084點（14.4℅），10月19日更跌至12067點，跌幅接近17%，之後在科網股熱潮下恆生指數一直升至2000年3月28日的18394點才見頂，升幅超過50%。 |
| 2000年9月                      | 世紀之戰                               | ATV劇集            | 首播                 | 香港恒生指數                                               | 之前恆生指數2度受制於3月高位，節目播出後八個交易日內急瀉2469點（14.5℅），一個多月內累積跌幅更曾多達2900點（17.1℅）。直至同年11月尾跌至13596點才喘定下來 ， 隨後更受2001年美國九一一襲擊事件及2003年2月尾開始的SARS事件及3月的美伊戰爭影響，恆生指數一直跌至2003年4月25日的8331點才完成歷時37個月由最少3個因素出現(科網股泡沫及美國911事件及沙士事件)下的長命熊市。由2000年3月28日18394點高位計，大跌超過10000點或54.71%。 |
| 2003年夏天                     | 大時代                                 | TVB劇集            | 美國無綫衛星電視播映 | 美國道瓊斯工業平均指數和NASDAQ                             | 因企業欺詐風暴表現疲弱。 |
| 2003年10月                     | 非常外父                               | TVB劇集            | 首播                 | 香港恒生指數                                               | 節目播放期間曾經在兩個交易日內下跌681點（5.6℅）。 |
| 2004年3月                      | 血薦軒轅                               | TVB劇集            | 首播                 | 香港恒生指數                                               | 節目播出後四個交易日內下跌843點（6.2℅），一個多月內累積跌幅更曾多達1482點（10.9℅）。由3月1日的14058點高位直至5月17日跌見10918點才見底，跌幅達22.34%，跌穿250天線而且至同年6月50天線跌穿250天線,出現多個熊市信號，唯之前恆指已見底所以最後熊市沒有出現。是其中一次由高位跌超過20%而熊市沒有來臨。 |
| 2004年10月                     | 楚漢驕雄                               | TVB劇集            | 首播                 | 香港恒生指數                                               | 首播日最多曾下跌272點（2.1℅）。 |
| 2005年3月                      | 御用閒人                               | TVB劇集            | 首播                 | 香港恒生指數                                               | 節目播出翌日（3月15日）下跌90點，但及後持續反覆向下；恒生指數在3月尾較節目啟播時相比跌幅曾多達550點（4.0℅）。 |
| 2006年4月                      | 潮爆大狀                               | TVB劇集            | 首播                 | 香港恒生指數                                               | 節目播放完畢前未能衝破17000點，並回落至16500點水平。節目播放完畢的四個交易日後，恒指在一個多月內急挫，最大跌幅達2097點（12.1℅）。 |
| 2006年7月                      | 御用閒人                               | TVB劇集            | 美國無綫衛星電視播放 | 全球股市                                                   | 因以黎衝突爆發下跌。 |
| 2006年7月                      | 御用閒人                               | TVB劇集            | 美國無綫衛星電視播放 | 美國道瓊斯工業平均指數                                     | 曾於六個交易日內最多大跌561點（5.0℅）。 |
| 2007年2月                      | 御用閒人                               | TVB劇集            | 重播                 | 香港恒生指數                                               | 節目啟播後兩日計起的七個交易日內暴跌2,150點（10.3℅），一度失守19,000點關口。 |
| 2007年5月                      | 謎                                     | TVB資訊節目        | 首播                 | 香港恒生指數                                               | 在首播翌日下跌111點，之後反覆下挫，截至2007年5月30日，恒生指數跌至20,300點水平，累積跌幅曾多達795點（3.8℅）。 |
| 2007年7月                      | 香港傳奇-榮歸                          | ATV外購劇集        | 香港播映             | 香港恒生指數                                               | 7月18日首播當日下跌215點，之後表現持續偏軟；總結該劇播放期間，恒指跌幅曾多達1,181點（5.2℅）。在節目播放完畢後，恒指卻未能止跌，在五天內最多曾暴瀉2,504點（11.4℅），直到被稱為港股「大奇跡日」的8月17日後恒指才止跌回升。 |
| 2007年8月                      | 潮爆大狀 大時代                        | TVB劇集            | 美國無綫衛星電視播放 | 全球股市                                                   | 美國次級房屋信貸風暴爆發下跌。 |
| 2007年8月                      | 潮爆大狀 大時代                        | TVB劇集            | 美國無綫衛星電視播放 | 美國道瓊斯工業平均指數                                     | 曾於六個交易日內最多暴跌1,202點（8.8℅）。 |
| 2007年10月11日                 | 六點半新聞報道、晚間新聞等主要新聞報導 | TVB新聞節目        | 突發                 | 香港恒生指數                                               | 因前妻沈殿霞在九龍塘住所突然暈倒及昏迷，鄭少秋前往探望之後被大批傳媒包圍訪問，導致他鮮有出現於無綫電視六點半新聞報道、晚間新聞等主要新聞報導；翌日（10月12日）恒指在先前連升三個交易日的情況下掉頭大跌，最多曾下滑764點。 |
| 2007年11月10日 （星期六）      | 歡樂今宵團圓夜                         | TVB綜藝節目        | 香港首播             | 香港恒生指數                                               | 鄭少秋偕女鄭欣宜出席該節目，合唱一首《天涯孤客》；及後恒指於星期一（11月12日）最多曾大跌1,315點，失守28,000點水平。 |
| 2007年12月9日 （星期日）       | 一擲千金                               | TVB遊戲節目        | 香港首播             | 香港恒生指數                                               | 節目播出前的星期五（12月7日）一度逼近30,000點，及後卻出現急瀉，收市時跌716點；節目播出翌日（12月10日），恒指曾失守28,500點關口，收市跌341點；及後恒指反覆下挫，在節目播出後一個多月內最多暴跌7,132點（24.7℅），2008年1月22日更單日急跌超過2000點，是秋官效應出現以來以點數計的最大跌幅紀錄，也是以百分比計的第二大跌幅紀錄。 |
| 2008年2月8日 （大年初二）      | 天之驕子                               | 音樂劇             | 高清翡翠台播放       | 香港恒生指數                                               | 恒指在農曆年前的最後一個交易日（2月6日）大跌1,339點；之後年初五（2月11日）復市，結果鼠年第一個交易日再跌853點。 |
| 2008年3月2日                   | 肥姐 我們永遠懷念您追思會              | 特備節目           | 全港電視台直播       | 香港恒生指數                                               | 本來沒有被安排致悼詞的鄭少秋回應鄧光榮的言論時要臨時上台發言，及後該片段反覆出現在各大傳媒的報導內；翌日（3月3日）恒生指數大跌746點，之後數天更持續下挫；總結節目播出後的短短五天恒指急跌1,830點（7.5%），為七年內表現最差的一週。 |
| 2008年5月19日                  | 東張西望之四川大地震全民哀悼           | TVB新聞節目        | 突發訪問             | 香港恒生指數                                               | 鄭少秋出席無綫電視為哀悼汶川大地震死難者進行的全體職員自發性默哀，之後被問及當時的感受；該訪問片段在晚上的《東張西望之四川大地震全民哀悼》節目內播出。翌日（5月20日），恒生指數最多曾急挫700點，收市仍跌573點。 |
| 2008年10月3日                  | 楚漢驕雄                               | TVB劇集            | 中午重播             | 香港恒生指數，美國道瓊斯工業平均指數，NASDAQ，歐洲 富時100 | 10月8日，恒生指數跌1,372.03點。至10月10日總計全星期跌2,886點，是自1997年以來最差的星期。值得一提，鄭少秋十月十日晚在澳門文化中心劇院向歌迷奉獻了一場《香帥風雲起》演唱會，這是一連三天演出的首場。由節目開始播放（10月3日起計），截至10月27日，恆指由 17788點跌至10676點，累跌接近40%，美國道指由10483點跌至8378點，累跌2105點 |
| 2009年3月4月                   | 桌球天王                               | TVB劇集            | 首播                 | 香港恒生指數                                               | 3月30日首播當日恒指開市即失守14000點關口，下午跌幅曾擴大至706點，收市仍跌663點。總結該劇播放期間，恆指反覆上升1802點（13.1%）。不過，4月7日節目中，鄭少秋警告「投資涉及風險，你小心，別亂來」，4月8日的股市即應聲下挫，跌逾440點。 |
| 2010年5月—6月                  | 神醫大道公                             | 中國中央電視台劇集 | 首播                 | 香港恒生指數                                               | 秋官主演的《神醫大道公》5月10日晚在央視八台亮相，“丁蟹效應”再度應驗。恒生指數由五月的收市高位20,811.360／四月的 22,208.50 反覆跌至 19,545.83 (至5月20日), 但A股及杜指等跌幅比恒指更大。郑少秋：‘子虚乌有！我好希望我可以左右股市，我自己也有买蓝筹的。如果我能有这“呼风唤雨”的本事，现在肯定会赚翻了！’ |
| 2010年5月—6月                  | 望父成龍                               | ATV劇集            | 早上重播             | 香港恒生指數                                               | 秋官主演的《望父成龍》5月底在亞視本港台重播，丁蟹效應再度應驗；香港恒生指數再度下跌，最後導致股市反覆不定。 |
| 2010年10月25日                 | 書劍恩仇錄                             | ATV外購劇          | 香港首播             | 香港恒生指數                                               | 秋官主演的《書劍恩仇錄》10月25日晚上在亞視本港台和亞洲高清台首播，丁蟹效應再度應驗；香港恒生指數結束持續兩個月的升勢，於10月27日跌436點 (1.85%)，為近四個月以來最大的單日跌幅。其後11月12日至17日，一共跌近1300點。 |
| 2012年5月7日至21日（首播当日） | 心戰                                   | TVB劇集            | 首播                 | 香港恒生指數／美國道琼斯工业平均指数                       | 預告片於5月初熱播。其後於5月7日開市後，恰巧遇上法國總統選舉和希臘國會選舉令全球的股市波動，雙重影響下，恒指急瀉549點，收市20,536點，跌幅是2.61％。其後翌日持續下跌，一度失守250天牛熊線，恒指其後連跌8天，總計8天下跌1,574點。其後港股只有輕微反彈，其後繼續下跌。而5月21日首播當日恆指仍未止跌，直到2012年6月2日收市跌71點報18,558點，而且至50天線跌穿250天線，出現熊市信號，唯最後熊市沒有出現。由5月2日播出預告片至2.6.2012，全球股票急跌： - 香港：21,309下跌到18,558（-2,751，約15℅） - 日本：9380下跌到8440（-940，約10℅） - 美國：13,268下跌到12,118（-1,150，約9℅） - 英國：5,758下跌到5,260（-498，約9℅） - 德國：6,710下跌到6,050（-660，約9℅） - 法國：3,226下跌到2,950（-276，約9℅） 最戲劇性的是，預告片中秋官聲嘶力竭的說了一句「震撼穹蒼」，似乎隱藏着「震倉」。 |
| 2013年4月4日                   | 忠烈楊家將                             | 電影               | 上映                 | 香港恒生指數                                               | 4月4日當日為清明節，翌日開市恒生指數因受內地爆發H7N9禽流感影響即急跌四百多點，收市大跌610點（2.73%）報21,726點。 |
| 2015年4月4日                   | 世紀之戰                               | ATV劇集            | 重播                 | 香港恒生指數／内地上证指数                                 | 2015年4月4日起，亞視在星期六、日的非賽馬日中午12:50一連播出三集被視為《大時代》的非正式續集《世紀之戰》，而隨後4月6日及7日分別是清明節翌日及復活節假期，港股未受影響。而剛好在4月20日起，TVB重播《大時代》，有報紙形容此安排有如「雙鬼拍門」。 因為新聞部人手流失嚴重，亞視宣布於5月18日開始，停播中午《十二點半新聞》，《世紀之戰》提早至12:30播出。股市影響同上。 |
| 2015年4月20日                  | 大時代                                 | TVB劇集            | 重播                 | 香港恒生指數／内地上证指数                                 | 2015年4月13日，TVB宣佈重播《大时代》，次日原本连升8日的恒生指数低开1.17%，最终收盘跌454.85点（1.62%），报27651.49点 2015年4月17日，恆指ＡＤＲ下跌６百多點，市場對星期一啟播的《大时代》有強烈反應。 2015年4月20日（播出當日）雖然中國人民銀行前一天（即4月19日）宣布，大幅調降銀行存款準備率一個百分點，消息利好股市，恆指開市沒有跟隨ADR大跌，初段反而最多升過117點，升至27770.78點，但中午過後卻急跌，最終倒跌558點（2.02%）收市，收報27,094.93點 不過與以往不同的是跌勢只是持續兩日，而且跌幅也不算大，之後恆指止跌回升。如2015年4月27日（第6集，即無綫宣佈加字幕的第一集），恆指開市為28060點，收市28433點，升372點（1.33%），全日最高點為臨近收市時的28588點。 但自4月28日起，恒指连跌7个交易日，从4月27日的28433.59点，跌至5月7日的27287.97点。同期内地的上证指数，亦从4月27日的4527.40点，跌至5月7日的4112.21点。 而節目播映期間，由4月17日收市的27652點，跌至6月12日（播出大結局當日）收市的27,280.54點，期間共跌372.58點。節目完結後,內地股市更見頂回落急跌，恆生指數在不足一個月內更急跌接近20%。 |
| 2015年7月                      | Sunday靚聲王                           | TVB音樂綜藝節目    | 首播                 | 香港恒生指數                                               | 第 18 集節目播出後翌日（7月6日），恒生指數最多曾大跌超過1300點。其後連跌兩日，7月8日恒生指數曾跌超過2100點失守22900點。節目播出後 3 日內跌幅曾多達3228點。其後恆指仍未止跌自8月14日起，恒指連跌7天一共跌近2800點。 |
| 2015年7月                      | 誓不低頭                               | TVB劇集            | 重播                 | 香港恒生指數                                               | 港股及世界股市在秋官一連串節目播放期間，由4月28日「港股大時代」28,588點，於7月8日的股災後(跌1459點)、7月27日回吐及8月17日起的為期一星期的直插式下跌。8月25日，恆指曾下試52週最低位20,865.26點；8月26日，恆指收市報21,071點，為52週最低收市位。期間，內地曾推出多次救市措施，包括令人民幣貶值、及降息降準，但市場氣份低迷，未見確實效用。總計由28588高位回落至21071(最低收市)，跌幅有7517點，暴跌26.3%。此次事件中，環球性經濟恐慌導致大量資金於股票市場流走。 |
| 2015年11月19日                 | 萬千星輝賀台慶                         | TVB綜藝節目        | 首播                 | 香港恒生指數                                               | 無綫於11月19日舉行台慶，翌日股市迅速下降。 |
| 2015年                         | 書劍恩仇錄                             | TVB劇集            | 重播                 | 香港恒生指數                                               | TVB於2015年9月9日重播，由2015年9月9日重播至今，受內地股市於2016年1月4日及7日兩度溶斷、人民幣及港幣貶值及於2016年農曆年間旺角事件影響，恆生指數由22131點下跌到2016年2月12日的18278點，下跌3853點，累積下跌比例跌幅多達18%。書劍恩仇錄於2016年3月4日播放完畢後，香港股本回穩並由低位18278點反彈至2016年3月18日的20671點 |
| 2016年                         | 萬千星輝睇多D                          | TVB綜藝節目        | 首播                 | 香港恒生指數                                               | TVB於2016年4月17日播出節目，翌日股市迅速下降，其後恒生指數反彈 |
| 2019年                         | 詭探前傳                               | ViuTV劇集          | 首播                 | 香港恒生指數及中國股市                                     | ViuTV於2019年4月29日播出節目，於5月6日美國總統特朗普宣佈加徵關稅，中國內地過千股票跌停。 |
| 2020年1月                      | 將夜2                                  | 騰訊視頻劇集       | 首播                 | 香港恒生指數及中國股市                                     | 騰訊視頻於2020年1月13日起於其網上分批發佈鄭少秋有份演繹的劇集《將夜2》。而劇集推出期間，冠狀病毒於中國境內爆發，上證綜合指數由13日3115點的高位下調到春節前收報2976點，而春節後復市的首日，上證更跌至2746點的低點。而香港恆生指數亦因內地於1月18至19日武漢新冠肺炎疫情病例突然大幅增加及擴散至內地多個省市包括廣東省的深圳市，令市場憂慮疫情擴散及香港失守風險激增，再加上香港在1月20日收市後被穆迪調低評級，1月21日恆生指數大跌810點，至1月22日收市後出現首兩宗初步確診個案的利淡消息下，恆生指數由1月22日的28341點，在短短8個星期急跌超8010點至21139點，跌幅約為25%。期間更數次出現單日大跌超過1000點的日子。 |
| 2020年3月                      | 世紀之戰                               | ATV劇集            | 重播                 | 全球股市                                                   | 因應2019冠狀病毒病而帶來的金融恐慌陰影下，二十世紀影業旗下的衛視卡式台仍決定把將數年前由亞洲電視購入的劇集《世紀之戰》安排於三月的深夜時段播出。結果劇集播映期間，於病毒「大流行」和石油價格戰的衝擊下，美股於八個交易日內急跌近20%並前後觸發了四次熔斷機制：其中3月9日和3月16日的連續兩個「黑色星期一」，道指分別全日跌近7%及13%；而被稱為「黑色星期四」的3月12日，道指全日亦跌近10%。香港恆生指數在3月9日起受俄羅斯沙特阿拉伯石油價格戰影響下,3月9日恆指大跌超過1000點而且50天線跌穿250天線,出現熊市信號,至3月11日因疫新冠肺炎疫情全球大流行，3月12日恆生指數裂口跌穿2019年1月及8月的雙底24900點後跌勢明顯轉急，同日再跌穿2018年10月30日的低位。由3月11日的25231點短短6個交易日內急跌至3月19日的21139點，跌幅達16.22%。這次50天線跌穿250天線後,恆指在8個交易天再跌15%便見底,是1987年全球股災以來出現真終極死亡交叉(50天線跌穿250天線)後的恆指最短見底時間。 |
| 2022年4月26日                  | 天地男兒                               | TVB劇集            | 重播                 | 全球股市                                                   | 4月26日重播首天，美國道琼斯工业平均指数報33,240點，下跌809點。節目播出後至7月初（大結局），美國標準普爾500指數截至6月30日已錄得20.56%的跌幅，創1970年以來最糟糕的上半年表現。下半年更受美國加息影響，本港股市及樓市皆下跌。 |
| 2022年10月5日                  | 世紀之戰                               | ATV劇集            | Disney+ 上架         | 香港恒生指數                                               | 10月5日上架當天，香港恒生指數收市報18087點。至10月24日，共13個交易日內，恒指蒸發超過16%。 |
| 2022年10月24日                 | 大都會                                 | TVB劇集            | 重播                 | 香港恒生指數                                               | 10月24日重播首天，香港恒生指數收市報15,180點，下跌1,030點。10月28日，香港恒生指數收市報14,863點，跌564點。該周五個交易日，由星期一開市的16,210到星期五收市的14,863點，累跌1,347點，跌幅逾8%。 |
| 2022年11月3日                  | 羣星會                                 | 翡翠電影           | 重播                 | 香港恒生指數                                               | 11月3日重播，香港恒生指數收市報15,339點，下跌487.68點，單日跌逾3%。翌日，11月4日，香港恒生指數回升至16,161點收市，升逾5%，香港恒指收復失地至劇集大都會重播前。 |
| 2024年4月29日                  | 笑看風雲                               | TVB劇集            | 重播                 | 香港恒生指數                                               | 4月29日重播，香港恒生指數由4月26日收市17651點，升至5月20日最高位19706點，之後恒生指數在4星期內下跌至6月17日最低位17752點，由5月20日最高位下跌1954點或9.92%，近乎踏入技術性調整(高位回落超過10%)，6月21日大結局，香港恒生指數收市報18028點，期內上升377黠或2.14%。 |
| 顏色標記：主演節目、重播節目   |                                        |                    |                      |                                                            | |